# Ramon Suriñach i Baell
Ramon Suriñach i Baell (Barcelona, 12 d'agost de 1858 - Barcelona, 9 de febrer de 1921) va ser un poeta i dramaturg català.

## Biografia
Ramon Suriñach va néixer a Barcelona, fill del cantant Ramon Suriñach i Sauri ( Mataró 1816 aprox - Barcelona 24 juny 1882), natural de Mataró, i de Margarida Baell, natural de Barcelona.
Es va casar amb Elvira Senties i Esteva, natural de Valladolid. Van tenir tres fills: Ramon, Margarida i Maria. Ramon va continuar la tasca literària de son pare.

## Obra dramàtica
- Tutti contenti, comèdia catalana en un acte. Estrenada al Teatre Romea, el 19 de febrer de 1887.
- Les tauletes de torrat, comèdia en un acte (1889)
- Boira i sol, monòleg (1904)
- Cor d'àngel, comèdia en 2 actes (1906)
- El coixet de Cura de moro, monòleg còmic-extravagant (1907)
- Impremeditació, drama en 1 acte (1910)
- Sacrilegi (1917)